# 瓦雷耶 (索恩-卢瓦尔省)
瓦雷耶（法語：Vareilles，法語發音：[vaʁɛj]）是法国索恩-卢瓦尔省的一个市镇，属于沙罗勒区。

## 地名
该地名来自拉丁语“vallicula”或“vallis”，意为“小片冲积平原”。

## 地理
瓦雷耶（46°17'54"N, 4°15'38"E）面积8.62 平方千米，位于法国勃艮第-弗朗什-孔泰大區索恩-卢瓦尔省，该省份为法国中部省份，北起顺时针与科多尔省、汝拉省、安省、罗讷省、卢瓦尔省、阿列省和涅夫勒省接壤。
与瓦雷耶接壤的市镇（或旧市镇、城区）包括：阿芒泽、博德蒙、奥耶、布里奥奈地区圣克里斯托夫、布里奥奈地区圣洛朗、圣桑福里安德布瓦、沃邦。
瓦雷耶的时区为UTC+01:00、UTC+02:00（夏令时）。

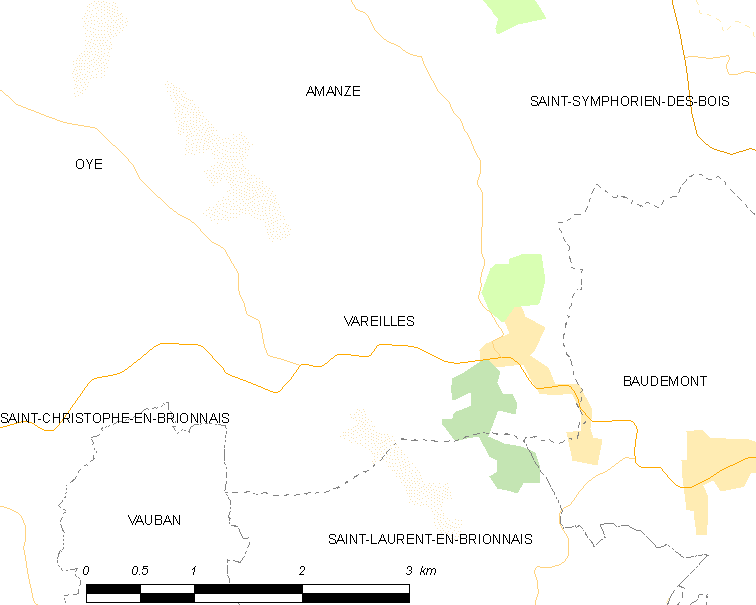
瓦雷耶的OSM定位图

## 行政
瓦雷耶的邮政编码为71800，INSEE市镇编码为71553。

## 政治
瓦雷耶所属的省级选区为绍法耶县。

## 人口

1962-2008年间瓦雷耶人口变化图示

瓦雷耶于2022年1月1日时的人口数量为279人。